# أنيل كومار (سياسي)
أنيل كومار هو سياسي هندي، ولد في 25 نوفمبر 1975. نشط حزبياً في Bahujan Samaj Party ‏. وقد انتخب عضو الجمعية التشريعية في أتر برديش ‏.